# Улрих Салков
Карл Емил Јулијус Улрих Салков (швед. Karl Emil Julius Ulrich Salchow; Копенхаген, 7. август 1877 — Стокхолм, 19. април 1949) био је шведски клизач у уметничком клизању, који је доминирао спортом прве деценије 20. века.
Титулу светског првака је освајао десет пута, од 1901. до 1905. и од 1907. до 1911. Ово је још увек рекорд, који дели са клизачицом Соњом Хени, која је такође освојила 10 титула 20-их и 30-их година прошлог века. Као додатак томе Салков је освојио и три пута сребрну медаљу, а европско првенство освојио девет пута (1898—1900, 1904, 1906—1907, 1909—1910, 1913). Када је уметничко клизање први пут представљено на летњој олимпијади у Лондону 1908, Салков постаје и олимпијски победник у уметничком клизању.
Године 1909. Улрих Салков први изводи скок у току такмичења у коме је скочио, направио круг око себе у лету и дочекао се (на другу ногу) на лед без пада. У његову част тај скок је назван по њему и зове се салхов.
После завршетка такмичарске каријере, Салков остаје активан у спорту и постаје председник интернационалне клизачке уније (ISU) од 1925. до 1937.
Улрих Салков је био ожењен са зубарком др Ана-Елизабет Салков.
Салков је умро у Стокхолму у 71. години. Сахрањен је на гробљу "Norra begravningsplatsen".

## Резултати
| Event              | 1895 | 1896 | 1897 | 1898 | 1899 | 1900 | 1901 | 1902 | 1903 | 1904 | 1905 | 1906 | 1907 | 1908 | 1909 | 1910 | 1911 | 1913 | 1920 |
| ------------------ | ---- | ---- | ---- | ---- | ---- | ---- | ---- | ---- | ---- | ---- | ---- | ---- | ---- | ---- | ---- | ---- | ---- | ---- | ---- |
| Зимска олимпијада  |      |      |      |      |      |      |      |      |      |      |      |      |      | 1    |      |      |      |      | 4    |
| Светско првенство  |      |      | 2    |      | 2    | 2    | 1    | 1    | 1st  | 1    | 1    |      | 1    | 1    | 1    | 1    | 1    |      |      |
| Европско првенство |      |      |      | 1    | 1    | 1    | 3    |      |      | 1    |      | 1    | 1    |      | 1    | 1    |      | 1    |      |
| Шведско првенство  | 1    | 1    | 1    |      |      |      |      |      |      |      |      |      |      |      |      |      |      |      |      |